# ウルンバイ・アシューロフ
ウルンバイ（オリンボイ）・アシューロヴィチ・アシューロフ（ロシア語: Урумбай Ашурович Ашуров, ウズベク語: Ўринбой Ашурович Ашуров, タジク語: Ӯрунбай Ашӯрович Ашӯров, 1903年 - 1938年10月20日）は、ソビエト連邦で活動したウズベク人（ないしタジク人）の政治家。

## 生涯

### 青年期
1903年、ロシア帝国フェルガナ州ノーヴィー・マルゲランの農家に生まれたウズベク人（またはタジク人）。一家は仕事を求めてホジェントから移住してきた貧しい家庭であったが、1913年に父を亡くした。旧制学校卒業後はタシュケント教職神学校へ進むも、学費が支払えず中退。その後は1916年5月から翌1917年2月までスコベレフの大商店で働き、翌月からは市の印刷所で植字工として働いたが、翌1918年から1919年まで赤軍に従軍。同年5月1日にはボリシェヴィキへ入党し、従軍中も12月から翌1920年5月までフェルガナ戦線 (ru) の兵器工場で植字工として働いた。

### ウズベキスタンでの活動
同月からはスコベレフとスタールィー・マルゲランのチェーカーで活動。1923年2月まではGPUのマルゲラン郡 (ru) 担当副官を務め、翌月から5月までは同郡およびノーヴィー・マルゲラン市革命委員会副議長、翌月から翌1924年8月まで議長を務めた。同月から翌1925年8月までマルゲラン郡ソビエト執行委議長、翌月から1927年1月までウズベキスタン共産党フェルガナ郡およびフェルガナ市委員会責任書記、同月2日から3月6日まで党中央委アンディジャン管区 (ru) 担当組織局責任書記、同日から1929年5月まで党アンディジャン管区委責任書記、同月から翌月まではウズベク社会主義ソビエト共和国財務人民委員を歴任した。
同年9月から12月30日まではモスクワへ派遣されて共産主義アカデミーマルクス・レーニン主義コースで学び、翌1930年8月21日にはウズベキスタン共産党中央委執行局から教育人民委員のポストを打診された。しかし実際には1931年2月から12月頃までタシュケントで中央アジアコルホーズセンター長に就き、12月から翌1932年12月まで全連邦共産党中央委中央アジア局組織部副部長、翌1933年1月から1934年10月まで中央アジア局レーニン主義文化・宣伝部部長を務めている。

### タジキスタンでの活動
翌1935年1月3日から1936年8月20日まではタジキスタン共産党中央委第二書記、同年7月から12月までは連邦共産党中央委責任教官、翌1937年1月16日から10月4日まではタジキスタン共産党中央委第一書記を務めた。また同時に同年2月から10月まではタジク・ソビエト社会主義共和国人民委員会議議長にも就いている。しかしその一方で7月10日からはタジク共和国NKVDトロイカの一員として、タジキスタンにおける大粛清の引き金を引いた。
1935年2月8日からは第7期連邦最高会議民族会議の代議員でもあったが、1937年10月3日には連邦共産党中央委の決定により職から解かれ、翌4日にNKVDによって逮捕された。アシューロフは連邦最高裁軍事参議会によって死刑判決を下され、翌1938年10月20日にスタリナバードで処刑されることにより、自身が大粛清の犠牲となった。その後、アシューロフは1956年12月19日に名誉回復がなされた。